# Furgoneta
|  | No s'ha de confondre amb Camioneta. |

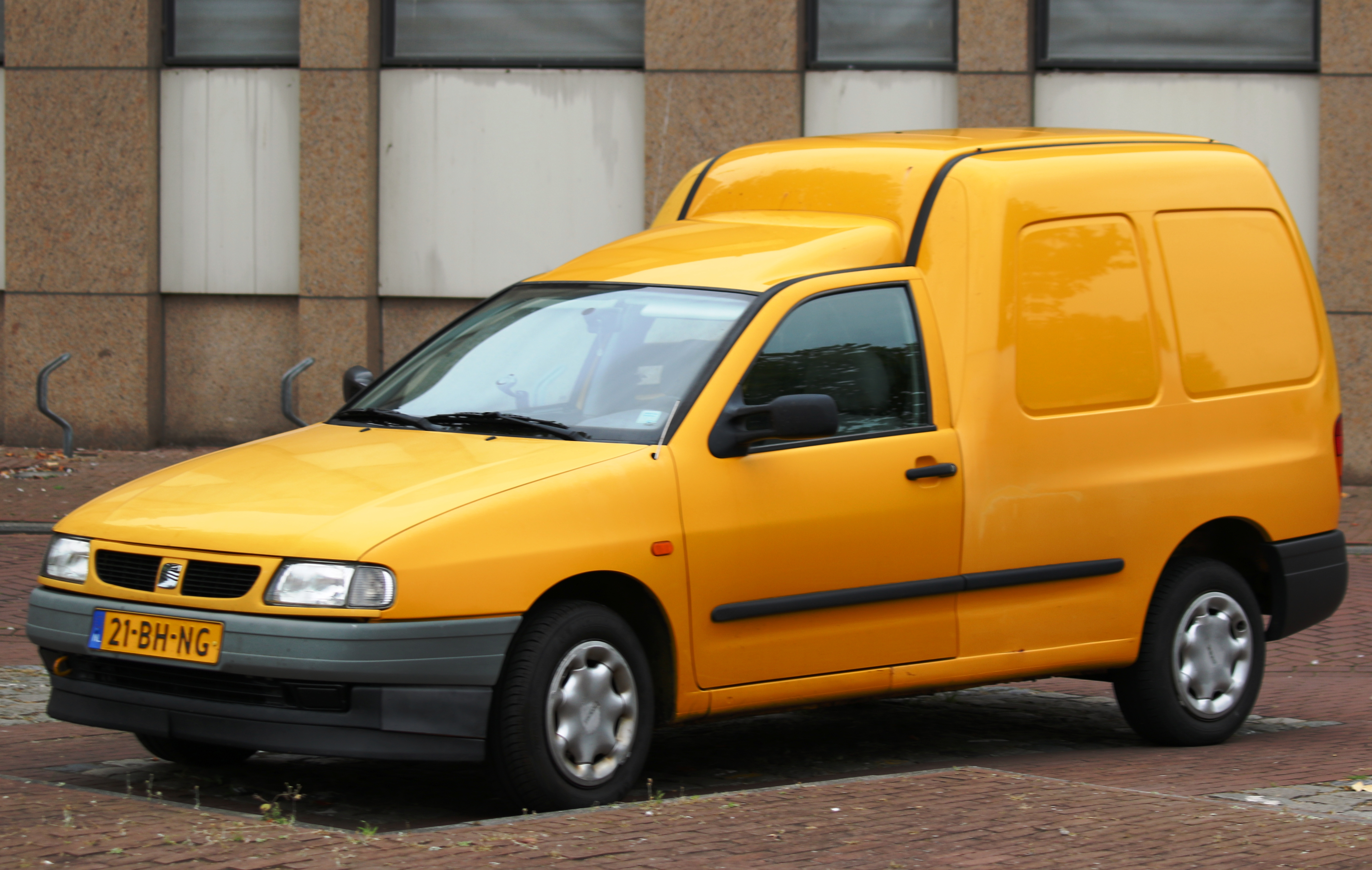
SEAT Inca

Una furgoneta o vehicle comercial lleuger és un tipus de vehicle amb caixa tancada utilitzat per transportar mercaderies o les eines i materials d'oficis manuals. Al contrari una camioneta té la part posterior oberta. Pot tenir la mateixa amplada i longitud que un automòbil gros, però sol ser més alta i més elevada a l'alçada de terra. Se l'ha de distingir del microbús, que sovin t té una plataforma i carrosseria semblants, però amb finestres i seients. Un cas particular és la furgoneta de polícia que té un ús mixt que serveix per al transport de material operatiu, de policies o d'altres persones.
La porta del darrere és gairebé sempre de dues fulles d'obertura horitzontal. El motor és gairebé sempre davanter, i en alguns casos està situat per sota dels seients davanters per a disminuir la longitud total. Algunes excepcions són certes furgonetes petites, com les Ford Connect, Renault Kangoo, Peugeot Partner, Fiat Fiorino i Opel Combo, els frontals no difereixen molt del d'un automòbil de turisme i els seients davanters van baixos. El condicionament interior és variable segons les necessitats de l'ofici: poden contenir un petit obrador o laboratori mòbil, una caixa refrigerada, una oficina per a confeccionar atestats… Hi ha moltes aplicacions en les quals les furgonetes elèctriques a més de ser més netes, també s'adveren més econòmiques.

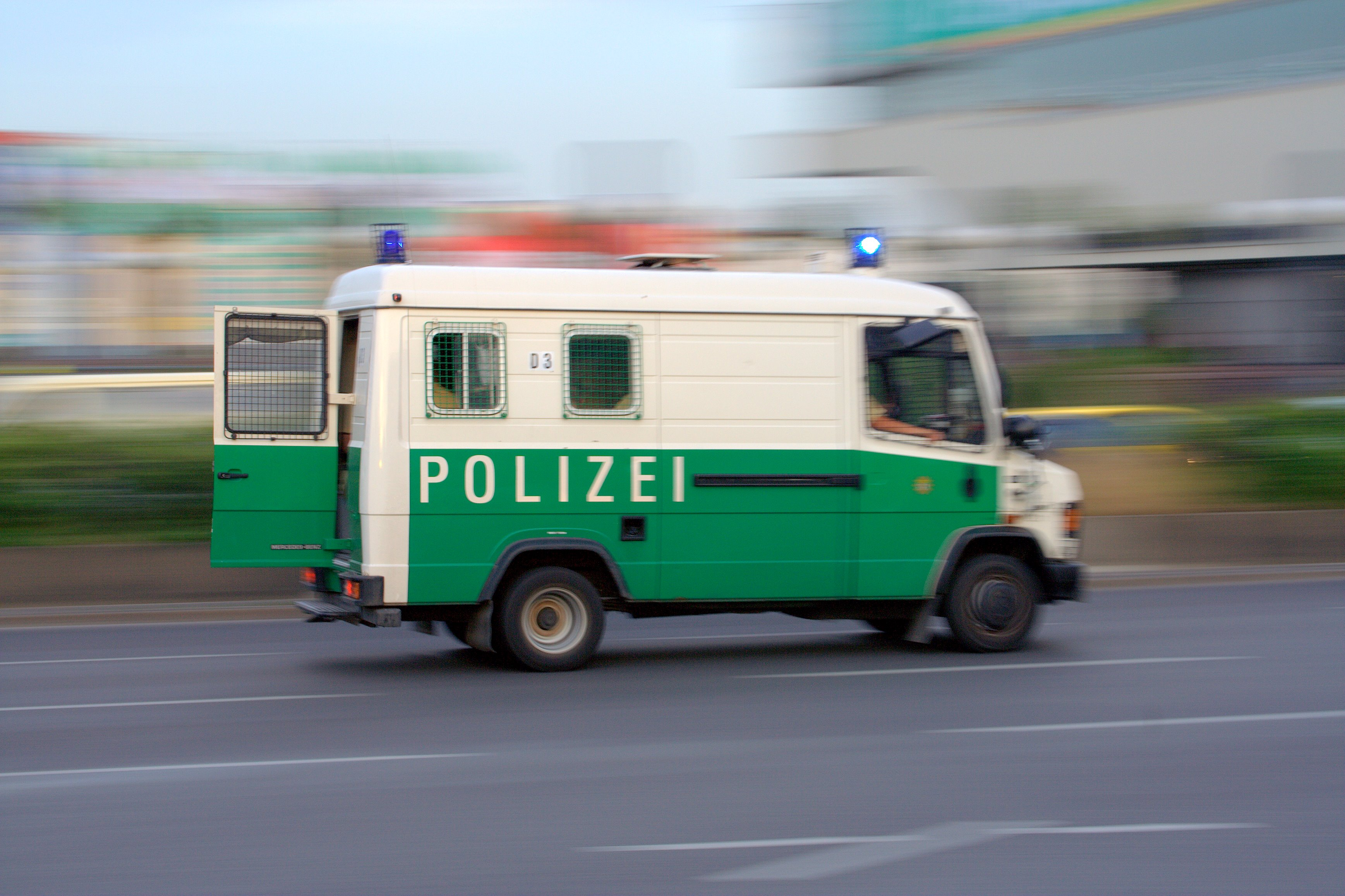
Furgoneta de polícia alemanya
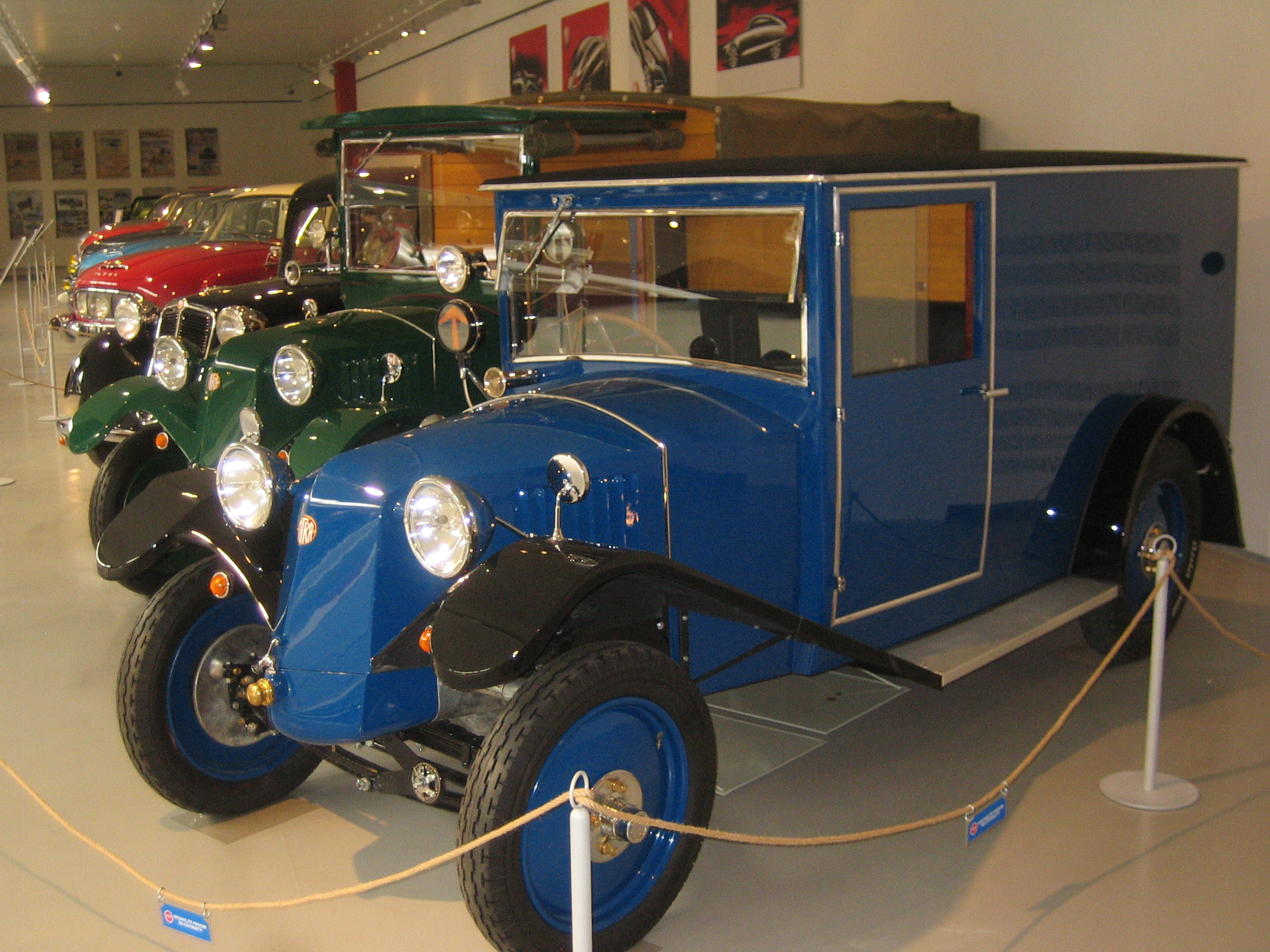
Furgoneta Tatra 12 de 1926
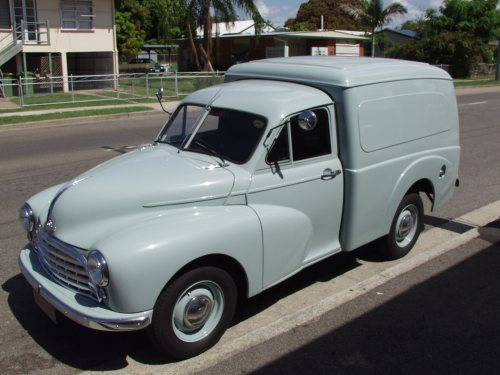
Furgoneta Morris Oxford

## Origen i ús de la paraula "van"
La paraula "van" es refereix en anglès a un tipus de vehicle que va sorgir com a contracció de la paraula caravan (caravana o autocaravana). Els primers registres de van com a vehicle en anglès es remunten a mitjan segle xix, amb el significat de vagó cobert per al transport de mercaderies; el primer registre d'aquest tipus data de 1829. La paraula caravan, amb el mateix significat, s'utilitza des de la dècada de 1670. Una caravana en el sentit de vagó havia sorgit com a extensió, o corrupció, de caravan, que significava comboi de diversos vagons (vegeu Caravana (expedició)).
La paraula furgoneta té significats lleugerament diferents, encara que superposats, en diverses formes de l'anglès. Actualment, la paraula s'aplica a tot arreu a furgonetes amb més capacitat de càrrega que un automòbil normal.

## Exemples

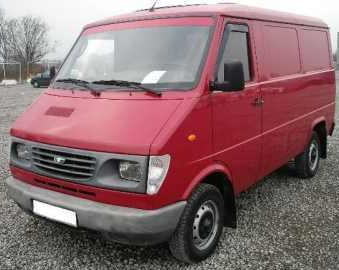
Furgoneta polonesa Lublin III.

El precursor de les furgonetes americanes serien els automòbils tipus sedan per a repartiment dels anys 30 a finals dels 50. La primera generació de furgonetes americanes van ser les furgonetes compactes dels anys 60, la mida del qual seguia el model del Volkswagen Transporter. El model basat en el Corvair (Chevrolet Greenbrier) imitava fins i tot el disseny del motor del darrere refrigerat per aire. La primera generació de Ford Econoline (E-series), basada en el Ford Falcon (Estats Units), tenia el morro pla i el motor muntat entre i darrere dels seients davanters. El Dodge A100 tenia una disposició semblant i podia allotjar un motor V8. Chevrolet també va adoptar aquesta disposició. Les furgonetes Ford, Dodge i Corvair també es van fabricar com a camionetes.
Les furgonetes estàndard o de mida completa van aparèixer amb la innovació de Ford d'avançar el motor sota un capó curt i utilitzar components de camioneta. L'allotjament de la cabina del motor sovint s'anomena caseta de gos. Amb el temps, van evolucionar cap a morros més llargs i formes més estilitzades. El Dodge Sportsman (Dodge Ram) estava disponible amb una extensió a la part posterior del seu model de batalla llarga per crear una furgoneta per a 15 passatgers. Els vehicles s'han venut tant en models de càrrega com de passatgers, així com en versions de xassís de furgoneta retallat perquè els fabricants de segona etapa fabriquin furgonetes de caixa, ambulàncies, autocaravanes i altres vehicles. Els fabricants de segona etapa també modifiquen la carrosseria del fabricant original per crear furgonetes personalitzades.
Dodge va posar fi a la producció de les seves furgonetes de mida completa durant l'any 2003 i les va substituir per la Dodge Sprinter, que es basa en un patró de disseny europeu més eficient en termes de consum de combustible (el furgó Mercedes-Benz Sprinter). Les versions típiques de la Sprinter són més altes que altres furgonetes, amb un perfil més aerodinàmic a la part davantera. S'han adoptat principalment per a aplicacions de repartiment i autocaravanes lleugeres amb cabina de furgoneta de classe C.

## Usos

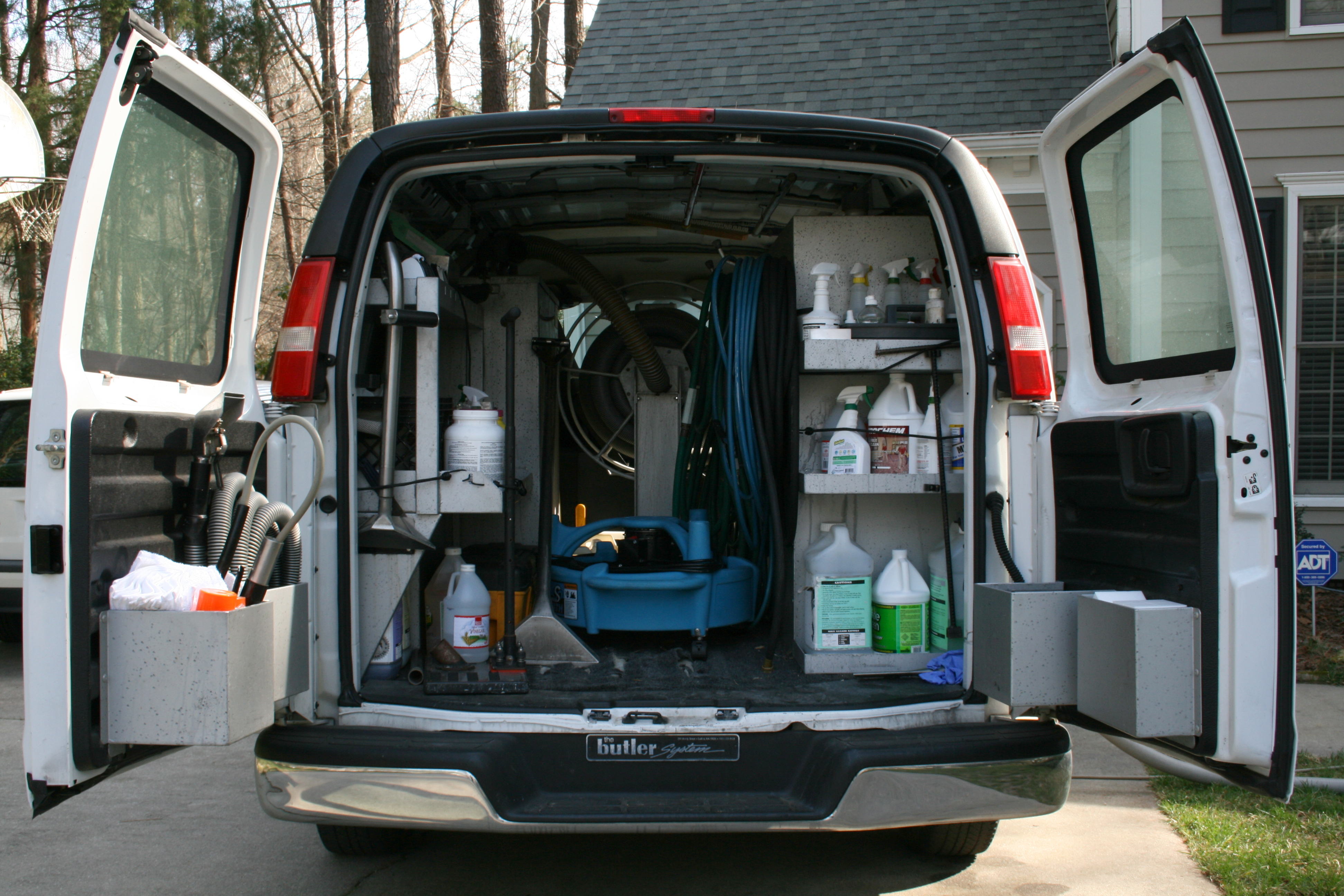
Una furgoneta Chevrolet equipada amb eines professionals per a la neteja de catifes.

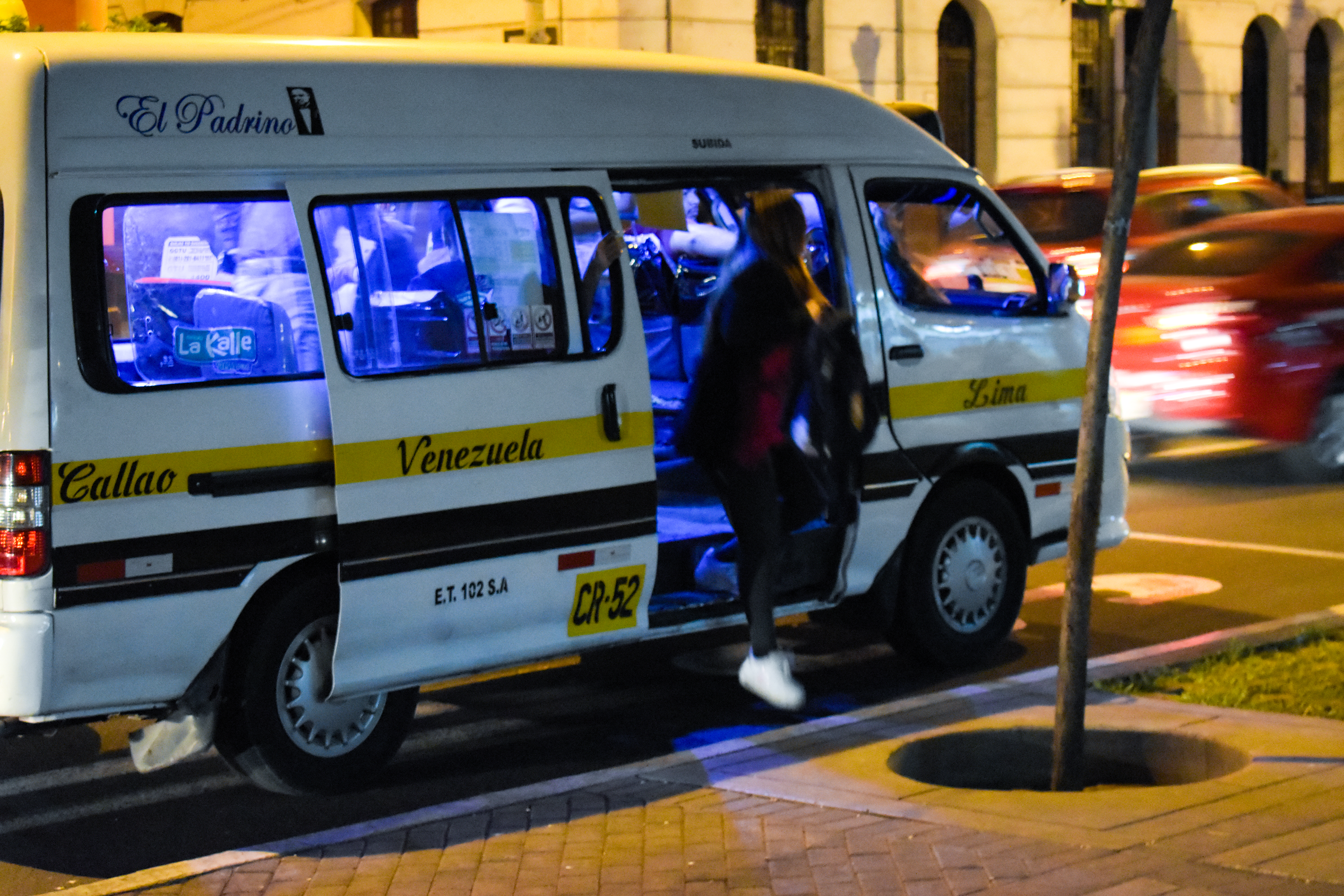
En alguns països, és comú el seu ús com a mitjà de transport. Combi a Lima, Perú.

A les zones urbanes dels Estats Units, les furgonetes de grans dimensions s'han utilitzat com a furgonetes de rodalies des del 1971, quan Dodge va introduir una furgoneta que podia transportar fins a 15 passatgers. Les furgonetes de transport de rodalies s'utilitzen com a alternativa als vehicles compartits.
Moltes empreses mòbils utilitzen una furgoneta per portar gairebé tot el negoci als diferents llocs on treballen. Per exemple, els que acudeixen a domicilis o llocs de treball per fer diversos serveis, instal·lacions o reparacions. Les furgonetes també s'utilitzen per traslladar persones i el seu equipatge entre hotels i aeroports, per transportar viatgers entre aparcaments i els seus llocs de treball, i al llarg de rutes establertes com a minibusos. Les furgonetes també s'utilitzen per transportar gent gran i persones amb mobilitat reduïda als serveis religiosos o per portar grups de joves a parcs d'atraccions, pícnics i visites a altres esglésies. Les furgonetes també s'utilitzen a les escoles per portar els equips esportius als partits. Les furgonetes han estat utilitzades per grups musicals en gira per transportar equips i persones a locals a distàncies importants.

## Seguretat en cas de bolcada
Una furgoneta és més alta que un turisme normal, i per això el seu centre de gravetat és més alt. La suspensió també és més alta per acomodar el pes de 15 passatgers, que poden pesar més d'una tona per ells mateixos. Als Estats Units, és habitual que només els passatgers dels seients davanters utilitzin el cinturó de seguretat. L'Administració Nacional de Seguretat del Trànsit a Carretera dels Estats Units (NHTSA) ha determinat que els passatgers que porten cinturó tenen unes quatre vegades més probabilitats de sobreviure en els accidents amb bolcada.
Segons l'Administració Nacional de Seguretat del Trànsit a Carretera dels EUA. (NHTSA), la seguretat pot millorar si es coneixen les característiques úniques de les furgonetes de 12 i 15 passatgers i se segueixen les directrius desenvolupades per als conductors.

## Equipament de seguretat
Moltes furgonetes comercials estan equipades amb barreres de càrrega darrere dels seients davanters (o posteriors, si estan instal·lats) per evitar lesions causades per la càrrega solta en cas de desacceleració sobtada, col·lisió o bolcada. De vegades, les barreres de càrrega de les furgonetes estan equipades amb portes que permeten al conductor passar al compartiment de càrrega del vehicle.